# Nunzia Fumo
Nunzia Fumo (Frattamaggiore, 14 agosto 1913 – Napoli, 17 gennaio 1992) è stata un'attrice italiana.

## Biografia
Figlia dell'attore teatrale Eugenio, fondatore della compagnia Cafiero Fumo, sorella dell'attrice Nuccia e moglie dell'attore Pasquale Malleo alias Fiorante, Nunzia Fumo ha iniziato da bambina a frequentare il palcoscenico.
Dedicatasi in Italia e all'estero prevalentemente all'attività teatrale, recitando anche al fianco di Peppino ed Eduardo De Filippo, fu riscoperta dal cinema (nel quale aveva sostenuto già alcune parti), a metà degli anni ottanta, insieme alla sorella Nuccia, sul finire della carriera, soprattutto grazie alle memorabili interpretazioni nei film di Luciano De Crescenzo, Così parlò Bellavista; Il mistero di Bellavista e 32 dicembre.
Nunzia morì a 78 anni nel 1992.

## Prosa televisiva Rai
- 'O presidente, regia di Nino Taranto, trasmessa il 20 aprile 1956.
- Gli esami non finiscono mai, di Eduardo De Filippo, regia di Eduardo De Filippo, trasmessa il 16 gennaio 1976.
- De Pretore Vincenzo, di Eduardo De Filippo, regia di Eduardo De Filippo
- Peppino Girella, di Eduardo De Filippo, sceneggiatura di Eduardo De Filippo e Isabella Quarantotti De Filippo
- Lu curaggio de nu pumpiero napulitano, di Eduardo Scarpetta, regia di Eduardo De Filippo

## Filmografia
- Madonna delle rose, regia di Enzo Di Gianni (1953)
- Perfide ma... belle, regia di Giorgio Simonelli (1958)
- Anni ruggenti, regia di Luigi Zampa (1962)
- Parigi o cara, regia di Vittorio Caprioli (1962)
- Uno strano tipo, regia di Lucio Fulci (1963)
- Viaggio con Anita, regia di Mario Monicelli (1978)
- La pelle, regia di Liliana Cavani (1981)
- Nel segno del leone, regia di Mario Garbetta (1982)
- Così parlò Bellavista, regia di Luciano De Crescenzo (1984)
- Il mistero di Bellavista, regia di Luciano De Crescenzo (1985)
- La ballata di Eva, regia di Francesco Longo (1986)
- 32 dicembre, regia di Luciano De Crescenzo (1987)
- Se lo scopre Gargiulo, regia di Elvio Porta (1988)
- L'avaro, regia di Tonino Cervi (1990)
- La casa del sorriso, regia di Marco Ferreri (1990)